# Cristian Pérez (guerrillero)
Luis Fernando Vanegas Boscón más conocido por su alias de Cristian Pérez (Colombia 1957 - Buga, Valle del Cauca 8 de junio de 2007) fue un guerrillero colombiano miembro de las Fuerzas Armadas Revolucionarias de Colombia - Ejército del Pueblo (FARC-EP) donde se desempeñó como ideólogo y cantautor de las mismas.

## Biografía
Formado como médico. Durante 20 años fue parte de las FARC-EP,  fue jefe del Frente 19 de las FARC-EP. Durante los diálogos de paz en el 2000, participó en el lanzamiento del Movimiento Bolivariano por la Nueva Colombia, junto a Alfonso Cano y del cual sería secretario desde 2001. Participó en una de las Tomas guerrilleras de Toribio (Cauca), sería miembro del Bloque Occidental de las FARC-EP.
Así mismo fue cantautor de las FARC-EP, y médico personal de Manuel Marulanda.

## Discografía
- Andanza Caucana.
- El Cariño de mi pueblo.
- El Brete.
- Convoco.
- Acústico.[8]

## Muerte
Fue abatido en combates en el marco de la Operación Mariscal en Buga (Valle del Cauca), desarrollada por el Batallón Palacé y del Batallón Numancia del Ejército Nacional.